# Junkers W 33
O Junkers W 33 foi uma aeronave de transporte alemã. Para a época em que foi desenvolvida, era uma aeronave à frente do seu tempo em termos aerodinâmicos e estruturais. É historicamente lembrada por ter sido a primeira aeronave mais pesada que o ar a atravessar o Oceano Atlântico, sem paragens, no sentido este-oeste.
Foi usada também como aeronave de treino nos primeiros anos da Luftwaffe.